# Csüdör Ferenc
Csüdör Ferenc (Budapest, 1886. – Nagykálló, 1930. szeptember 26.) válogatott labdarúgó, hátvéd.

## Pályafutása

### Klubcsapatban
1907 és 1918 között négy alkalommal lett bajnok és ezüstérmes az MTK csapatával a bajnokságban és háromszor lett magyar kupagyőztes.
1921-ben a Debreceni KASE edzője lett. 1925-től a Karcagi IKSE edzéseit irányította

### A válogatottban
1907 és 1916 között 17 alkalommal szerepelt a válogatottban.

## Sikerei, díjai
- Magyar bajnokság
  - bajnok: 1907–08, 1913–14, 1916–17, 1917–18
  - 2.: 1909–10, 1910–11, 1911–12, 1912–13
- Magyar kupa
  - győztes: 1911, 1912, 1914

## Statisztika

### Mérkőzései a válogatottban
| Magyarország | Magyarország       | Magyarország                    | Magyarország | Magyarország | Magyarország | Magyarország | Magyarország | Magyarország |
| #            | Dátum              | Helyszín                        | Hazai        | Eredmény     | Vendég       | Kiírás       | Gólok        | Esemény      |
| ------------ | ------------------ | ------------------------------- | ------------ | ------------ | ------------ | ------------ | ------------ | ------------ |
| 1.           | 1907. november 3.  | Budapest, Millenáris-pálya      | Magyarország | 4 – 1        | Ausztria     | barátságos   | -            |              |
| 2.           | 1908. április 5.   | Budapest, Millenáris-pálya      | Magyarország | 5 – 2        | Csehország   | barátságos   | -            |              |
| 3.           | 1908. június 10.   | Budapest, Millenáris-pálya      | Magyarország | 0 – 7        | Anglia       | barátságos   | -            |              |
| 4.           | 1911. május 7.     | Bécs, Hohe Warte                | Ausztria     | 3 – 1        | Magyarország | barátságos   | -            |              |
| 5.           | 1911. december 17. | München, MTV '79-Platz          | Németország  | 1 – 4        | Magyarország | barátságos   | -            |              |
| 6.           | 1912. április 14.  | Budapest, Üllői úti pálya       | Magyarország | 4 – 4        | Németország  | barátságos   | -            |              |
| 7.           | 1914. június 19.   | Stockholm, Råsunda              | Svédország   | 1 – 5        | Magyarország | barátságos   | -            |              |
| 8.           | 1914. október 4.   | Budapest, Üllői úti pálya       | Magyarország | 2 – 2        | Ausztria     | barátságos   | -            |              |
| 9.           | 1914. november 8.  | Bécs, WAC-Platz                 | Ausztria     | 1 – 2        | Magyarország | barátságos   | -            |              |
| 10.          | 1915. május 2.     | Budapest, Hungária körúti pálya | Magyarország | 2 – 5        | Ausztria     | barátságos   | -            |              |
| 11.          | 1915. május 30.    | Bécs, WAC-Platz                 | Ausztria     | 1 – 2        | Magyarország | barátságos   | -            |              |
| 12.          | 1915. október 3.   | Bécs, WAC-Platz                 | Ausztria     | 4 – 2        | Magyarország | barátságos   | -            |              |
| 13.          | 1915. november 7.  | Budapest, Üllői úti pálya       | Magyarország | 6 – 2        | Ausztria     | barátságos   | -            |              |
| 14.          | 1916. május 7.     | Bécs, WAC-Platz                 | Ausztria     | 3 – 1        | Magyarország | barátságos   | -            |              |
| 15.          | 1916. június 4.    | Budapest, Hungária körúti pálya | Magyarország | 2 – 1        | Ausztria     | barátságos   | -            |              |
| 16.          | 1916. október 1.   | Budapest, Üllői úti pálya       | Magyarország | 2 – 3        | Ausztria     | barátságos   | -            |              |
| 17.          | 1916. november 5.  | Bécs, WAC-Platz                 | Ausztria     | 3 – 3        | Magyarország | barátságos   | -            |              |
|              | Összesen           |                                 |              | 17           | mérkőzés     |              | 0            | gól          |